# Георге Замфір
Георге Замфір (рум. Gheorghe Zamfir, [ˈɡe̯orɡe zamˈfir]; нар. 6 квітня 1941, Геєшті, Димбовіца, Румунія) — румунський музикант наїст, композитор, винахідник. За час своєї 56-річної кар'єри Замфір здобув 120 золотих і платинових альбомів, загальний наклад яких складає більше ніж 120 мільйонів альбомів.

## Життєпис
Георге Замфір спочатку планував стати акордеоністом, однак уже у віці 14 років почав грати на флейті Пана (свирілі) як самоук. Свою освіту продовжив у Академії музики в Бухаресті, де був учнем Феніке Луки (рум. Fănică Luca). Цікавим є той факт, що Феніке Лука ніколи не вчився читати партитуру, він завжди грав на слух. У Бухаресті Георге Замфір отримав диплом викладача, закінчив також диригентуру.
Георге Замфір почав виступати перед широкою публікою в 1960-х роках завдяки швейцарському етномузикознавцеві Марселеві Сельє (Marcel Cellier, 1925—2013), який тоді досліджував румунську народну музику.

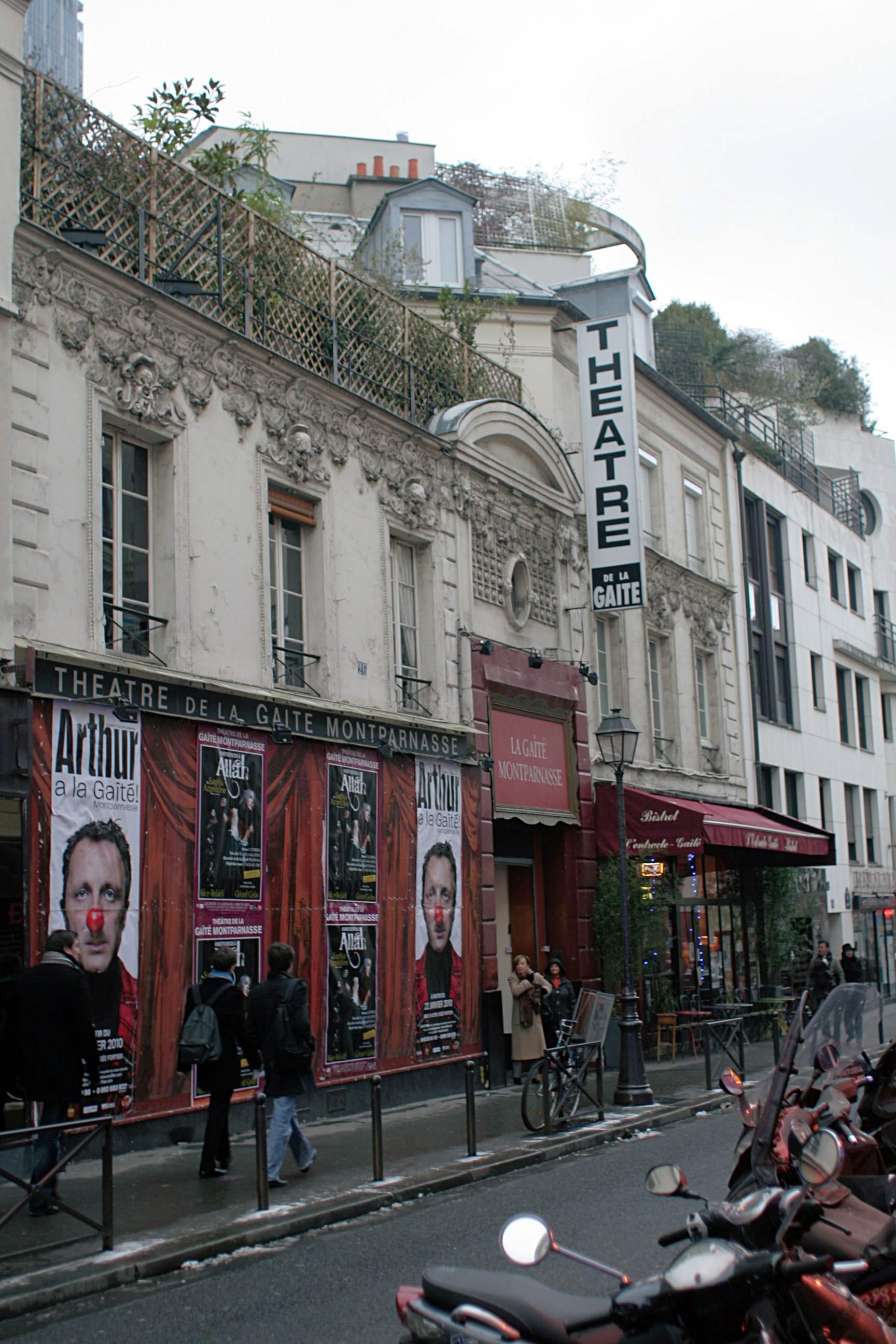
Театр Gaîté-Montparnasse у Парижі. 2010

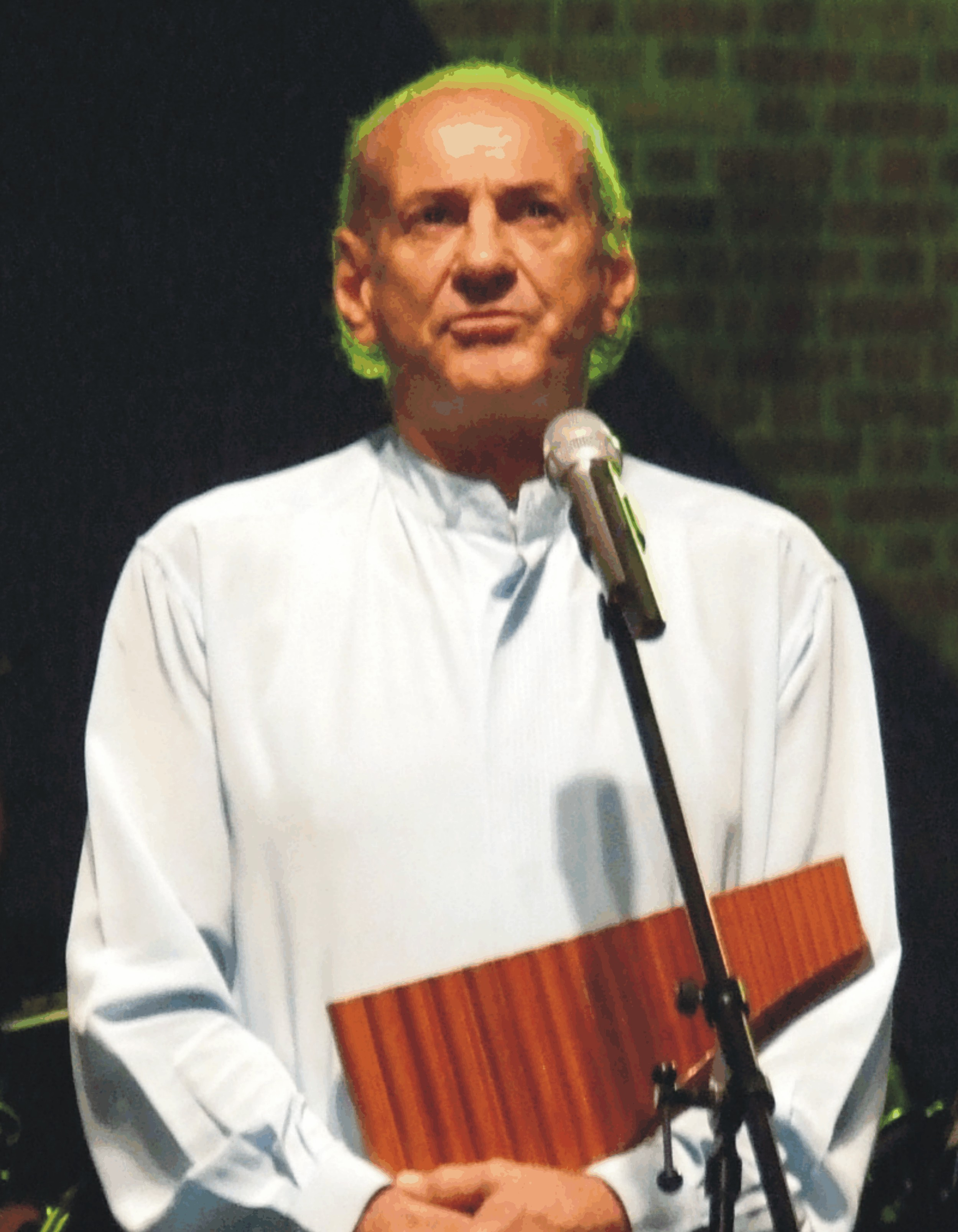
Георге Замфір. 2008

У 1966—1969 роках був призначений диригентом фольклорного ансамблю «Жайворонок» (Ciocârlia), одного з найпрестижніших державних ансамблів Румунії. У 1966 році на студії Electrecord записав свій перший альбом з народними мелодіями та його відомими композиціями «Тужлива пісня» (Doina de Jale) та «Пісня як вишня» (Doina ca de la Vișina). У 1968 році записав другу платівку на студії Electrecord. У 1968—1970 роках з великим успіхом відбулися його перші гастролі в Західній Німеччині, Швейцарії, СРСР і Китаї.
1970 року створив власний ансамбль («Taraf») — скрипка, флейта, тараґот, контрабас, цимбали, у якому грали найкращі музиканти країни. З цим оркестром у 1971 році 45 раз виступав перед паризькою публікою у театрі Gaîté-Montparnasse в Парижі. Концерти були дуже успішними і мали пізніше продовження у всьому світі: Європі, Південній Америці, Канаді, США, Австралії, Японії та Південній Африці.
У 1972 році на концертах Замфір почав поєднувати най з органом, що значно розширило палітру звучання флейти Пана. 1976 року студія звукозапису Philips випустила платівку «Меса миру» з хором, органом та симфонічним оркестром. У 1977 році він записав композицію «Самотній пастух» з Джеймсом Ластом. З цього часу його репертуар став дуже різноманітним — від класики до поп-музики.

## Музика до фільмів
Вперше музика Замфіра з'явилася у французькій кінокомедії 1972 року з музикою Володимира Косми за участю П'єра Рішара — «Високий блондин у чорному черевику». Наступними були — австралійський фільм «Пікнік біля Навислої скелі» і марокканські фільми «Нафтова війна не відбудеться» (1975)  та «Криваве весілля» (1977).
Композитор Енніо Морріконе попросив Замфіра виконати п’єси «Спогади дитинства» [Архівовано 9 грудня 2020 у Wayback Machine.] та «Пісня Косоокого» [Архівовано 3 листопада 2020 у Wayback Machine.] для звукової доріжки гангстерського фільму режисера Серджо Леоне 1984 року «Одного разу в Америці». Його флейта звучить також у фільмі «Малюк-каратист» (1984).